# Jesús Batikuling Balmori
Jesús Balmori González Mondragón (* 10. Januar 1887 in Ermita (Manila); † 23. Mai 1948 auf den Philippinen; Pseudonym: Batikuling) war ein philippinischer Schriftsteller.

## Bildungsweg
Jesús Balmori studierte am Ateneo Municipal de Manila, am Colegio de San Juan de Letran (wo er seinen Bachelor of Arts-Abschluss erhielt) und an der Universität des Santo Tomas. Dort zeigte er herausragende Leistungen im Fach „Literatur“. Er heiratete Dolores Rodríguez. Während er sich der Literatur zuwandte, war sein Bruder Joaquin Balmori einer der führenden Arbeiter der „Labour Unions“ auf den Philippinen.

## Die Jugendjahre
Schon als Jugendlicher gewann Balmori erste Literatur-Preise für Poesie. Bei einem Wettbewerb, veranstaltet vom Philippinischen Literaten Rizal, trat er unter drei verschiedenen Namen an und gewann mit seinen Werken „Specs“, „Vae Victis“ und „Himno A Rizal“ den ersten, zweiten und dritten Preis. Vor dem Krieg schrieb er unter dem Pseudonym „Batikuling“ für die „Vanguardia“ (eine täglich nachmittags erscheinende Zeitung) eine Kolumne mit dem Titel „Vida Manileña“. Es war eine ironisch satirische Kritik an der Eliteschicht des Landes. Nach dem Krieg verfasst er eine ähnliche Kolumne unter dem Titel „Vida Filipina“.
1904 schrieb Batikuling im Alter von 17 Jahren sein erstes Vers-Buch: „Rimas Malayas“, welches spirituelle und nationalistische Themen enthielt. 1908 gewann er den ersten Preis für sein Gedicht „Gloria“ bei einem von der Zeitung „El Renacimiento“ gesponserten Kontest. 1920 erhielt Balmori für sein Gedicht „A nuestro señor Don Quijote de la Mancha“ den ersten Preis bei einem Wettbewerb vom Casas de España (Spanische Häuser).

## Höhepunkt der Karriere
1926 wurde Balmori zusammen mit dem philippinischen Autor Bernabé vom „Premio Zóbel“ (älteste Literaturpreis weltweit) für ihre Verdienste für die philippinische Literatur ausgezeichnet. 1928 erschien Balmoris zweites Buch „El librode mis Vidas Manileñas“, welches satirische Verse enthält. 1938 wird von Batikuling eine Gedichtsammlung veröffentlicht („Mi casa de Nipa“). Er gewinnt dafür den ersten Preis in einem nationalen Literaturwettbewerb, ausgetragen durch die Regierung des Commonwealth. Mit seinem zweiten Band „Mi choza de Nipa“ gewinnt er erneut bei einem durch die Commonwealth Regierung gesponserten Wettbewerb.
Drei Romane folgen: „Bancarrota de Almas“ (Versagen der Seele), „Se Deshojó la Flor“ (Ich reiße die Blätter aus der Blume) und „Pájaros de Fuego“ (Vögel des Feuers). Das letzte Buch wurde während der japanischen Besetzung beendet. Batikuling Balmori verfasste mehrere drei-Akt-Dramas („Compañados de Gloria“, „Las de Sangkit en Malacañang“, „Dona Juana La Oca“, „Flor del Carmelo“ und „Hidra“). Diese werden im Manila Grand Opera House aufgeführt.

## Die letzten Lebensjahre
Jesús Balmori arbeitet als Botschafter für die Philippinen in Spanien, Mexiko, Südamerika und Japan. General Franco zeichnet ihn mit dem Kreuz der Falangistas aus. Während einer Reise durch Mexiko leidet er unter Partieller Paralyse. Balmori nimmt eine Stelle als Haupttechnischer Assistent und Mitglied des Philippinischen Geschichtsforschungskomitees an. Am Ende stirb Jesús „Batikuling“ Balmori an Kehlkopfkrebs. Sein letztes Gedicht „A Cristo“ widmet er seiner Frau.
Antonio Perez de Olaguer sagte über Batikuling:
„Wäre er in Spanien gewesen, wäre er der erste poetische Literat und sein untrennbarer 'Batikuling' wäre Wahrzeichen als erste Figur der kultivierten Satire, umsäumt mit viel Humor in der Art von Quevedo.“

## Werke
- Rimas Malayas (1904)
- A nuestro señor Don Quijote de la Mancha (1918)
- El librode mis Vidas Manileñas (1928)
- Mi casa de Nipa (1938)
- Mi choza de Nipa (1940)

und viele Gedichte und 3-Akt-Dramas